# Vương Duệ (Đông Tấn)
Vương Duệ (chữ Hán: 王叡, ? - 404), hay Vương Nguyên Đức (王元德) là nhân vật chính trị, quân sự hoạt động vào giai đoạn sau của thời Đông Tấn – Thập Lục Quốc trong lịch sử Trung Quốc.

## Thân thế
Gia đình họ Vương tự nhận là thành viên sĩ tộc họ Vương ở huyện Kỳ quận Thái Nguyên , hậu duệ của U Châu thứ sử Vương Mậu, em trai tư đồ Vương Doãn nhà Đông Hán, đến Duệ là cháu đời thứ 7.  
Ông nội là Vương Hoành, được làm quan nhà Hậu Triệu; cha là Vương Miêu, được làm quan nhà Tiền Tần. Ông, cha của Duệ đều được nhận mức lương 2000 thạch/năm. Em trai là Trấn bắc đại tướng quân, Tân Cam huyện hầu Vương Ý nhà Lưu Tống.  

## Cuộc đời
Ông tên Duệ, tự Nguyên Đức, tính quả cảm, có mưu lược. Khi nhà Tiền Tần thất bại ở trận Phì Thủy (383), Mộ Dung Thùy tách khỏi Tiền Tần, Vương Duệ dấy binh chống lại Thùy, nhưng thất bại. Nhà họ Vương chạy đến Hoạt Đài, được Trạch Liêu giữ lại, dùng làm Duệ và em trai Ý làm tướng soái. Năm sau, anh em Duệ muốn sang miền nam, bèn chạy đi Thái Sơn, Liêu sai kỵ binh đuổi gấp. Trong đêm, anh em Duệ chợt thấy lửa đuốc dẫn đường, bèn đi theo, chừng trăm dặm thì trốn thoát.  
Nhà họ Vương định cư ở Bành Thành. Khi ấy là cuối thời Tấn Hiếu Vũ đế, do kiêng húy Tấn Nguyên đế Tư Mã Duệ, Vương Duệ bèn dùng tên tự để gọi mình. Phương bắc coi trọng người cùng họ, xem như cốt nhục, gặp kẻ nào từ xa đến đầu nạp, chẳng ai không dốc sức giúp đỡ; còn kẻ nào không đến, bị cho là bất nghĩa, không được đồng hương chấp nhận. Anh em Duệ nghe nói Vương Du nhà Tấn cũng là người Thái Nguyên, bèn đến nương nhờ, nhưng chịu đãi ngộ rất bạc, bèn đi Cô Thục đầu quân cho Hoàn Huyền.  
Hoàn Huyền soán ngôi (403), Duệ tham dự âm mưu lật đổ Huyền của Lưu Dụ. Trong khi Dụ và các đồng mưu khác quay về miền đông tập hợp nghĩa quân, Duệ cùng người Lũng Tây là Tân Hỗ Hưng và người Đông Hoàn là Đồng Hậu Chi ở lại kinh sư làm nội ứng. Tháng 2 ÂL năm sau (404), Lưu Dụ sắp khởi binh, sai Chu An Mục đến kinh sư báo tin cho anh trai Lưu Nghị là Lưu Mại. Mại tỏ ra rất sợ hãi, gặp lúc Hoàn Huyền hỏi thăm tình hình của Lưu Dụ, Mại ngỡ rằng việc đã bại lộ, bèn khai nhận toàn bộ. Huyền cả sợ, giết bọn Duệ, rồi giết cả Mại.  
Vài tháng sau, Lưu Dụ hạ được Kiến Nghiệp, Vương Ý ẵm con của Duệ là Phương Hồi đến đầu quân. Dụ ngồi trên mình ngựa ôm lấy Phương Hồi, nhìn Ý mà khóc, truy tặng Duệ làm Cấp sự trung, An Phục huyện hầu.  